# Vincenzo Aquilanti
Vincenzo Aquilanti (Roma, 12 dicembre 1939) è un chimico italiano professore emerito all'Università degli Studi di Perugia.

## Biografia
Studente di Vincenzo Caglioti e Gian Gualberto Volpi, si laurea in chimica all'Università La Sapienza di Roma nel 1963, dove negli anni successivi svolge l'attività di ricercatore. Nel biennio 1967-1968 lavora nel gruppo di Dudley Herschbach presso l'Università di Harvard. All'Università degli Studi di Perugia dal 1968, è prima assistente e poi professore incaricato. Nel 1970 consegue la libera docenza in chimica fisica. Professore ordinario di chimica generale e inorganica dal 1980. Dal 2010 è professore emerito all'Università degli Studi di Perugia. Dal 2012 al 2016 è stato professore invitato speciale all'Università federale di Bahia. È attualmente associato all'Istituto di Struttura della Materia del Consiglio Nazionale delle Ricerche.

## Attività di ricerca
Autore di circa 450 articoli (h-index 55), svolge attività sperimentale e teorica nell'ambito della chimica delle radiazioni, delle reazioni ioniche in fase gassosa, delle collisioni elastiche, inelastiche e reattive tra atomi e molecole semplici d'interesse atmosferico e astrofisico, della chimica fisica quantistica e semiclassica.
L'attività sperimentale è iniziata a Roma negli anni sessanta, con lo studio delle reazioni che coinvolgono ioni nella chimica delle radiazioni e dei meccanismi di reazione ione-molecola. La costruzione a Perugia, negli anni settanta, di un originale apparato sperimentale in cui vengono combinate tecniche di fasci atomici e molecolari incrociati con tecniche spettroscopiche di emissione, ha portato alla scoperta di fenomeni di polarizzazione ed interferenza in collisioni atomiche e molecolari. Una variante di questi apparati è ancora operativa a Barcellona. Negli anni ottanta, attraverso un'originale tecnica di analisi magnetica di tipo Stern-Gerlach per gli stati orbitalici di polarizzazione di spin e momento angolare elettronico degli atomi, come alogeni (fluoro e cloro), ossigeno e zolfo, ha ottenuto un'ampia fenomenologia delle interazioni di queste specie tramite scattering con fasci molecolari. Queste interazioni forniscono importanti informazioni sulle fasi iniziali delle reazioni chimiche, che coinvolgono forze a lungo raggio determinate dalla struttura a guscio aperto. Dagli anni novanta, in seguito alla scoperta degli effetti dell'allineamento rotazionale nelle molecole in seguito a espansione supersonica, stabilisce una nuova linea di ricerca sullo studio delle collisioni su molecole allineate, ottenendo la caratterizzazione delle forze intermolecolari e della loro anisotropia. Negli ultimi anni sta sviluppando nei laboratori di Perugia, Trieste, Taipei e Osaka delle tecniche sperimentali per lo studio dell'origine collisionale della chiralità molecolare.
L'attività teorica è stata sviluppata in parallelo a quella sperimentale, avendo come tema fondamentale fenomeni quali quelli osservati negli studi dei processi chimici elementari, dove entra in gioco il moto dei nuclei, che presentano un comportamento al limite della meccanica classica (regime semiclassico). Su questo tema (meccanica quantistica nel limite delle onde corte) ha studiato processi non-adiabatici, il ruolo delle singolarità (catastrofi), il regime caotico, contribuendo inoltre al dibattito storico-epistemiologico. Il suo maggior contributo teorico ha riguardato la formulazione ed implementazione della trattazione della dinamica dei processi che coinvolgono pochi corpi, dove il maggior ostacolo è rappresentato dalla necessità di trattare l'accoppiamento dei momenti angolari e di spin, con i momenti elettronico, rotazionale e orbitalico. In questo campo ha contribuito introducendo le coordinate e armoniche ipersferiche, sviluppando strumenti analitici e algoritmi originali. Negli ultimi anni si sta concentrando sullo studio delle deviazioni dalla legge di Arrhenius.

## Premi e onorificenze
Nel 1965 ha vinto il premio Stampacchia per giovani chimici. Nel 2005 viene nominato membro dell'Accademia nazionale delle scienze detta dei XL e nel 2009 dell'Accademia Nazionale dei Lincei. Nel 2009 gli è stato dedicato un numero della rivista Journal of Physical Chemistry A come riconoscimento della sua carriera eccezionale in chimica fisica e matematica.